# 덕진역
덕진역(Deokjin station, 德津驛)은 전라북도 전주시 덕진구의  현 덕진광장 자리에 있었던 전라선의 역이다. 1929년 영업을 시작하였고, 1981년에 전라선 전주시 도심구간 이설로 폐역이 되었으며, 이 역의 기능은 송천역으로 이관되었다.

## 연혁
- 1929년 9월 20일 : 전라선 익산 - 전주 구간 표준궤 개통과 함께 영업 개시[1]
- 1934년 8월 1일 : 보통역에서 배치간이역으로 격하[2]
- 1956년 5월 20일 : 보통역으로 재승격
- 1971년 9월 10일 : 민수용 무연탄 도착 취급역 지정[3]
- 1975년 5월 1일 : 민수용 무연탄 도착 취급역 지정 취소[4]
- 1981년 5월 25일 : 전라선 이설로 폐역[5]